# Тонконіг дібровний
Тонконіг дібровний, тонконіг гайовий, тонконіг гаєвий (Poa nemoralis L.) — вид рослин з роду тонконіг (Poa) родини тонконогових (Poaceae).

## Загальна біоморфологічна характеристика

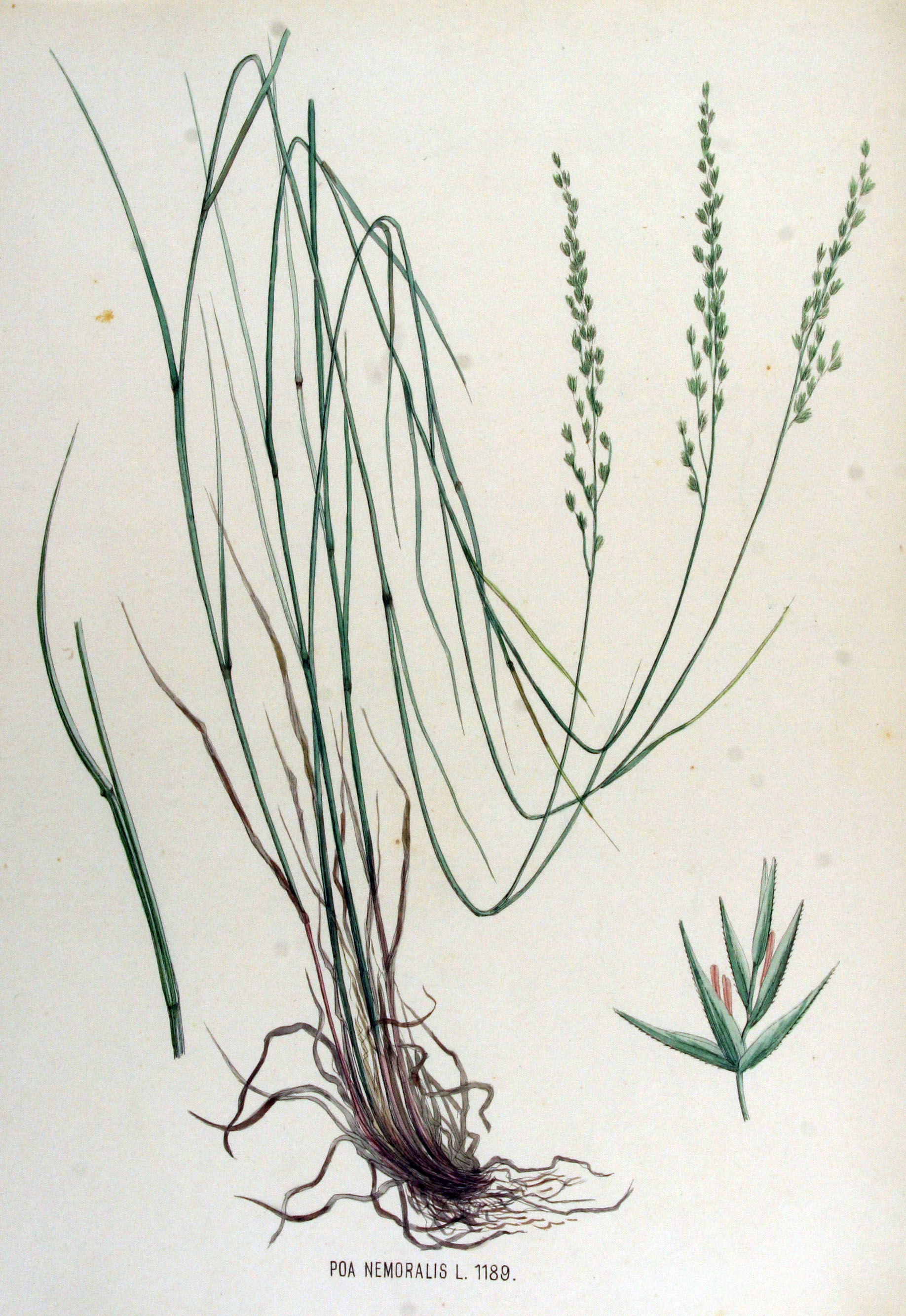
Ілюстрація тонконога дібровного у книзі Яна Копса «Flora Batava», Volume 15 (1877)

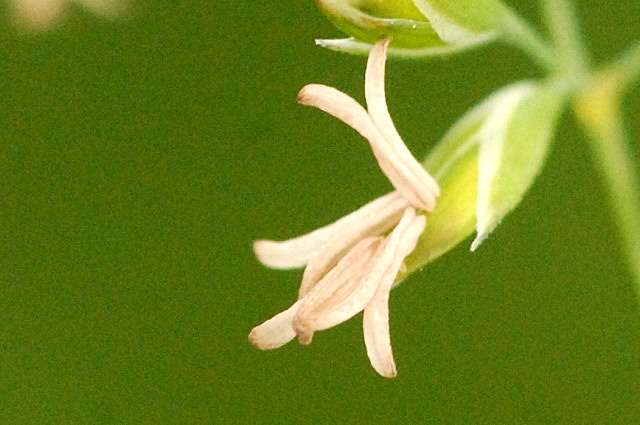
Квітка тонконога дібровного

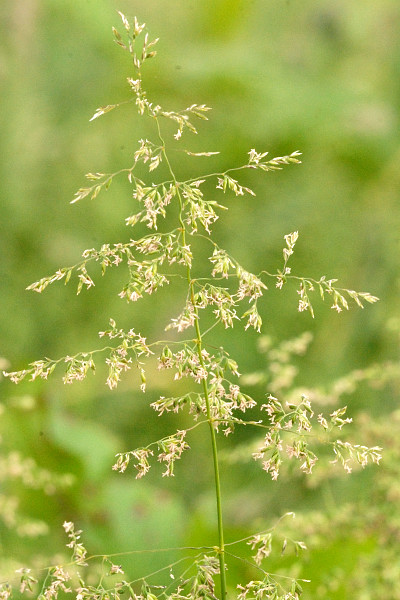
Волоть тонконога дібровного

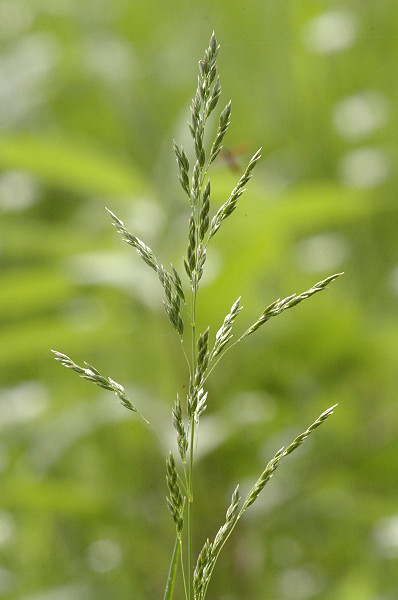
Колос тонконога дібровного

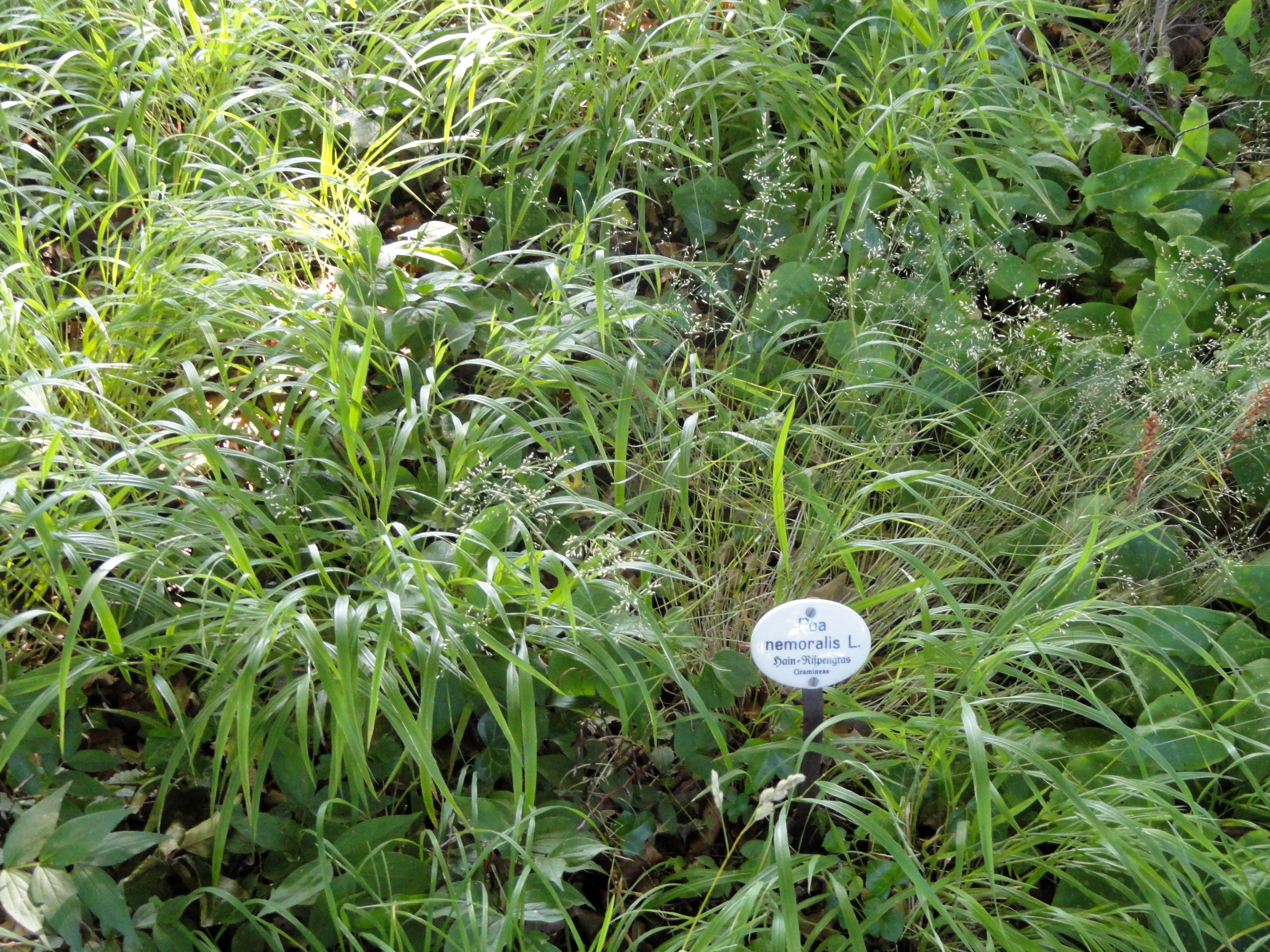
Тонконіг дібровний у Франкфуртському ботанічному саду

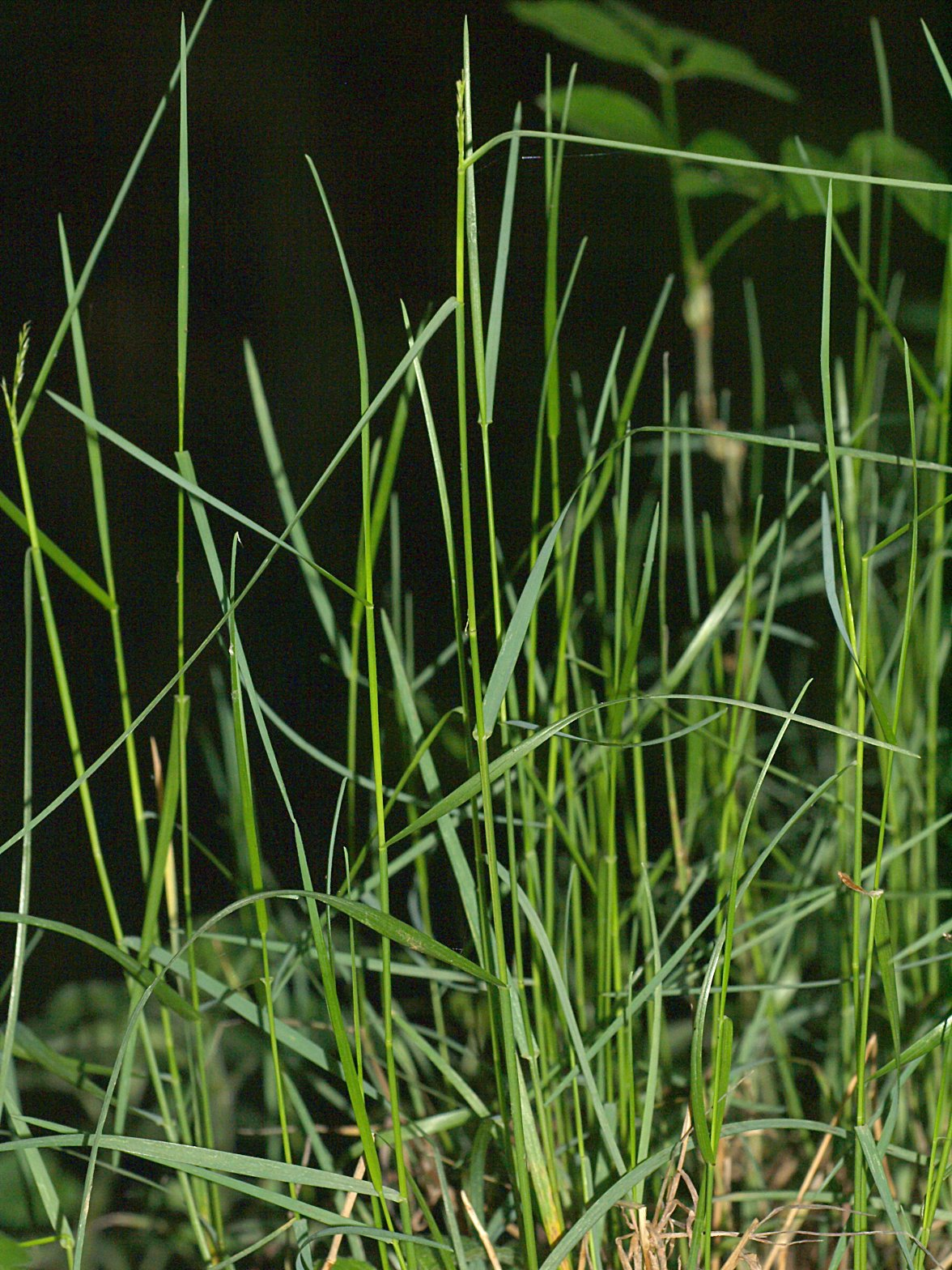
Тонконіг дібровний в лісі поблизу Гельмерота, Німеччина

Багаторічний злак, що утворює рихлі дерновини заввишки 25-80 (90) см. Стебла гладкі, верхній вузол розташований у верхній половині стебла. Листя завширшки 2-4 мм, плоскі, м'які, листова пластинка звичайно довше піхви. Язички верхніх листків завдовжки до 1 мм (у типових представників виду). Суцвіття — рихла, подовжено-пірамідальна волоть з довгими шорсткими гілочками. Колоски довжиною 3-5 мм, вісь колоска зазвичай запушена. Нижня квіткова луска по кілю і крайовим жилкам запушена. Пучок довгих звивистих волосків на калусі розвинений слабо. Запилення перехресне (вітрозапилення). Цвітіння і плодоношення — травень — серпень. Рушає в ріст ранньою весною. Восени припиняє ріст пізно і йде під сніг зеленим. Розмноження — насіннєве, вегетативне.
Число хромосом — 2n = 28,42, близько 50, 56.

## Поширення

### Природнийареал
- Африка
  - Північна Африка: Алжир; Марокко
- Азія
  - Західна Азія: Афганістан; Іран; Ізраїль; Ліван; Туреччина
  - Кавказ: Вірменія; Азербайджан; Грузія; Російська Федерація — Передкавказзя, Дагестан
  - Сибір: Східний Сибір, Західний Сибір
  - Середня Азія: Казахстан; Киргизстан; Таджикистан; Туркменистан; Узбекистан
  - Монголія: Монголія
  - Далекий Схід Росії
  - Китай
  - Східна Азія: Японія — Хонсю
  - Індійський субконтинент: Індія; Непал; Пакистан
- Європа
  - Північна Європа: Данія; Фінляндія; Ісландія; Ірландія; Норвегія; Швеція; Об'єднане Королівство
  - Середня Європа: Австрія; Бельгія; Чехія; Німеччина; Угорщина; Нідерланди; Польща; Словаччина; Швейцарія
  - Східна Європа: Білорусь; Естонія; Латвія; Литва; Молдова; Російська Федерація — європейська частина; Україна (вкл. Крим)
  - Південно-Східна Європа: Албанія; Болгарія; Хорватія; Греція; Італія (вкл. Сардинія, Сицилія); Румунія; Сербія; Словенія
  - Південно-Західна Європа: Франція (вкл. Корсика); Португалія; Іспанія

### Ареалнатуралізації
- Австралія
- Нова Зеландія
- Північна Америка
  - Канада
  - США
- Південна Америка
  - Чилі

Також в деяких регіонах культивується.

## Екологія
Зустрічається у листяних і змішаних лісах, по їх узліссях, серед чагарників, на лісових галявинах; до середнього гірського пояса від тайгової до субтропічної зони.

## Господарське значення
Кормова рослина. Використовується для влаштування газонів. Надає перевагу затіненним ділянкам і відносно багатим ґрунтам. Це один з небагатьох газонних злаків, який може добре рости в тіні кущів і дерев на удобрених ґрунтах. Тонконіг дібровний не переносить витоптування або скошування більше двох разів за літо.

## Охорона у природі
Підвид тонконога дібровного Poa nemoralis L. subsp. carpatica Jirásek - тонконіг карпатський, що росте в Беланських Татрах, є ендеміком Карпат і охороняється в Закарпатській області як регіонально рідкісна рослина.

## Цікаві факти
Волоть цієї рослини традиційно використовується для дитячої гри "курочка чи півник".